# Meisterschaft im Seitensprung
Meisterschaft im Seitensprung (Originaltitel: Please Don’t Eat the Daisies) ist eine US-amerikanische Filmkomödie von Charles Walters aus dem Jahr 1960, die auf dem gleichnamigen Buch (1947) von Jean Kerr beruht. In den Hauptrollen sind Doris Day und David Niven zu sehen.

## Handlung
Kate und Larry Mackay leben mit ihren vier Söhnen in einem New Yorker Apartment. Larry arbeitete lange Zeit als Professor. Nun will er sich als Theaterkritiker versuchen. Das erste Bühnenstück, das er rezensiert, ist eine Musical-Produktion seines Freundes Alfred North. Das Musical ist jedoch so schlecht, dass sich Larry trotz schlechtem Gewissen gegenüber seinem Freund gezwungen sieht, eine negative Kritik zu schreiben. In einem Restaurant treffen Larry und Kate daraufhin auf Deborah Vaughn, den Star von Alfreds Show. Die dralle Blondine gibt Larry eine Ohrfeige, was prompt von einem Fotografen mit einem Schnappschuss festgehalten wird. Als das Foto auf den Titelseiten der Lokalzeitungen erscheint, schreibt Larry eine Kolumne, in der er spöttisch meint, dass Alfreds Show nicht von Deborahs Schauspieltalent, sondern allein von ihren körperlichen Reizen getragen werde. Bei einer darauffolgenden Party wird Larry von der feinen Gesellschaft bejubelt und umgarnt. Auch Deborah schmeichelt sich bei ihm werbewirksam ein, worauf sich Larry wohlwollend einlässt. Alfred gibt Kate unterdessen zu denken, als er meint, dass Larry sich allmählich in einen Kritiker verwandle, der sich darin gefällt, Theaterstücke zu verreißen.
Als Kate bemerkt, dass der Mietvertrag für das gemeinsame Apartment ausläuft, schlägt sie vor, mit Kind und Kegel in ein großes Haus weit außerhalb der Stadt zu ziehen. Larry ist von dem Vorschlag alles andere als angetan, lässt sich von seiner Frau aber dennoch dazu überreden. Zu seinem Verdruss handelt es sich bei ihrem neuen Heim um ein stark heruntergekommenes Anwesen. Im Gegensatz zu ihm macht sich Kate voller Enthusiasmus sofort daran, die nötigen Renovierungsarbeiten vorzunehmen. Bald darauf werden sie von Gemeindemitgliedern gebeten, ein geeignetes Bühnenstück für die Theatergruppe der örtlichen Schule zu finden. Da Larry sich weigert, einen Vorschlag zu machen, bittet Kate Alfred um Hilfe. Dieser gibt ihr ein Stück, das Larry als junger Mann geschrieben hat. Alfred verrät Kate jedoch nicht, dass es aus der Feder ihres Gatten stammt.
Da sich Larry durch den Krach der Renovierungsarbeiten bei seiner Arbeit gestört fühlt, zieht er vorübergehend in ein New Yorker Hotel. Ein paar Tage später sieht Kate im Fernsehen ein Interview mit Deborah, die dabei fälschlicherweise andeutet, mit Larry eine Affäre zu haben. Nachdem Deborah in einem Lokal vergeblich versucht hat, Larry tatsächlich zu verführen, kehrt dieser nach Hause zurück und besucht eine von Kates Theaterproben. Dabei erkennt er die Dialogzeilen seines eigenen Stücks wieder. Peinlich berührt und wohlwissend, dass es nichts taugt, will Larry als Urheber des Stücks der Theatergruppe die Aufführung verbieten, obwohl diese bereits ausverkauft ist. Kate ist außer sich, weshalb Larry widerwillig nachgibt und eine vernichtende Kritik über sein eigenes Stück schreibt. Später sieht Larry ein, dass seine Arbeit als Kritiker nur Schaden angerichtet hat, weshalb er seinen Job an den Nagel hängt und zu seiner Familie zurückkehrt.

## Hintergrund
In der literarischen Vorlage beschrieb die Autorin Jean Kerr (1922–2003) ihr Leben mit ihrem Ehemann Walter Kerr (1913–1996), einem Theaterkritiker der New York Herald Tribune und mit dem Pulitzer-Preis ausgezeichneten Dramatiker. Gemeinsam verfassten die Kerrs Bühnenstücke wie King of Hearts und The Song of Bernadette. Wie auch im Film hatte das Paar vier Kinder. In ihrem Vertrag mit MGM bestand Jean Kerr jedoch darauf, dass im Film der Name ihres Mannes und der seiner Zeitung unerwähnt blieben. In ihrer Rezension des Films kritisierte die New York Herald Tribune, möglicherweise ironisch, dass er unrealistisch sei und den Einfluss eines Theaterkritikers zu hoch eingestuft habe.
Die Dreharbeiten fanden von Anfang August bis Anfang Oktober 1959 statt. Doris Day singt im Film das Titellied Please Don’t Eat the Daisies sowie Any Way the Wind Blows und kurzzeitig auch Que Sera, Sera. Am 31. März 1960 wurde der Film, in dem Spring Byington ihren letzten Leinwandauftritt hatte, in New York City uraufgeführt. In Deutschland kam Meisterschaft im Seitensprung am 2. Juni 1960 in die Kinos. Am 19. Oktober 1973 wurde die Komödie erstmals im deutschen Fernsehen gezeigt.
Aufgrund des Erfolgs des Films entstand 1965 auch eine auf dem gleichen Stoff beruhende Fernsehserie der NBC, die bis 1967 ausgestrahlt wurde.

## Kritiken
„Mit Witz und Humor inszeniert, temperamentvoll gespielt“, befand das Lexikon des internationalen Films. Herausgekommen sei eine „leichte, vergnügliche Komödie“. Cinema meinte, dass der Film „[f]ast schon anrührend sittsam und züchtig“ sei. Prisma sprach von einer „temperamentvollen Komödie“, in der „‚Deo-Duse‘ Doris Day wieder als Amerikas Sauberfrau Nr. 1 [glänzt]“. Dem „guten Dialogwit[z]“ sei es zu verdanken, dass „man der doch arg angestaubten Moralvorstellung hier durchaus verzeihen [kann]“.
Für Variety war der Film seinerzeit eine „seichte Komödie“, in der einige „höchst amüsante Momente“ eher lose zusammenhängen würden. Charles Walters’ Regie sorge jedoch für ein „hervorragendes Tempo“. Auch lobte Variety die Darbietungen von Doris Day und David Niven. Der Filmkritiker Leonard Maltin bezeichnete Meisterschaft im Seitensprung rückblickend als „heiteren Film“, in dem die Kinder „sehr amüsant“ seien, ebenso die Nebendarsteller Spring Byington, Patsy Kelly und „vor allem“ Janis Paige.

## Auszeichnungen
Bei der Verleihung der Laurel Awards war der Film 1960 als Beste Komödie nominiert. Die Nebendarstellerinnen Janis Paige und Spring Byington erhielten weitere Nominierungen. Erstere konnte letztlich den 3. Platz belegen. Regisseur Charles Walters erhielt 1961 eine Nominierung für den Preis der Directors Guild of America. Drehbuchautorin Isobel Lennart wurde im selben Jahr für den Preis der Writers Guild of America nominiert.

## Deutsche Fassung
Die deutsche Synchronfassung entstand 1960 in MGMs Synchronisations-Atelier in Berlin.
| Rolle                    | Darsteller       | Synchronsprecher   |
| ------------------------ | ---------------- | ------------------ |
| Kate Robinson Mackay     | Doris Day        | Edith Schneider    |
| Lawrence Larry Mackay    | David Niven      | Curt Ackermann     |
| Deborah Vaughn           | Janis Paige      | Siegrid Hackenberg |
| Suzie Robinson           | Spring Byington  | Agnes Windeck      |
| Alfred North             | Richard Haydn    | Kurt Waitzmann     |
| Maggie                   | Patsy Kelly      | Berta Drews        |
| Joe Positano             | Jack Weston      | Otto Czarski       |
| Reverend Norman McQuarry | John Harding     | Peter Schiff       |
| Mona James               | Margaret Lindsay | Agi Prandhoff      |
| Mrs. Hunter              | Mary Patton      | Inge Landgut       |
| Mrs. Greenfield          | Irene Tedrow     | Ursula Krieg       |